# Phrynixodes
Phrynixodes är ett släkte av skalbaggar. Phrynixodes ingår i familjen vivlar.
Kladogram enligt Catalogue of Life:
| Phrynixodes | \| \| Phrynixodes scruposus \| \| \| \| |
|             | \| \| Phrynixodes scruposus \| \| \| \| |
|             | Phrynixodes scruposus                   |
|             |                                         |